# Eugeniusz Baziak
Eugeniusz Baziak, né à le 8 mars 1890 à Ternopil dans l'actuelle Ukraine et mort le 15 juin 1962 à Varsovie en Pologne, est un archevêque catholique polonais du XXe siècle.

## Biographie
Après avoir été ordonné prêtre le 14 juillet 1912, il a exercé son ministère sacerdotal d'abord comme vicaire à Zhovkva et Ternopil. Pendant la Première Guerre mondiale, il a servi dans l'armée autrichienne comme aumônier. Pendant l'exercice de ces fonctions, se trouvant parmi les soldats malades, il contracte la fièvre typhoïde. Démobilisé à la fin de la guerre, il devient administrateur paroissial à Ternopil. En 1919, il est préfet puis en 1924, vice-recteur du séminaire de Lviv. Il devient en 1931 curé de la paroisse de Stanisławowie et doyen du doyenné Stanislawow. Dans la même année, il est élevé à la dignité de chanoine du chapitre métropolitain de Lviv, et un an plus tard prélat.
Le 15 septembre 1933, le pape Pie XI le nomme évêque titulaire de Phocaea et évêque auxiliaire de l'archidiocèse de Lviv en Ukraine. Il reçoit la consécration épiscopale le 5 novembre 1933 des mains de Bolesław Twardowski (en), archevêque de Lviv. Il reste à Lviv durant toute la période de la Seconde Guerre mondiale, malgré le harcèlement subi de la part des occupants nazis puis soviétiques.
À la demande de Twardowski, le pape Pie XII le nomme archevêque coadjuteur de l'archidiocèse de Lviv et archevêque titulaire de Parium (de) le 1er mars 1944. Bolesław Twardowski (en) meurt le 22 novembre 1944 et Eugeniusz Baziak devient alors archevêque de Lviv.
En 1945, il est convoqué par les autorités soviétiques où il subit toute une nuit d'interrogation. Interné puis expulsé vers la Pologne en août 1946, il gagne Komotini, situé dans la partie polonaise de l'archidiocèse de Lviv.
À l'initiative du cardinal Adam Stefan Sapieha, il est nommé le 20 avril 1951 évêque coadjuteur de l'archidiocèse de Cracovie par Pie XII. Mais à la mort du cardinal Sapieha le 23 juillet suivant, les autorités polonaises refusent d'avaliser sa nomination comme archevêque et il est nommé administrateur apostolique de Cracovie tout en restant officiellement archevêque de Lviv.
Le 28 septembre 1958, il consacre évêque auxiliaire de Cracovie l'abbé Karol Wojtyla qui deviendra plus tard le pape Jean-Paul II.
Il est mort d'une crise cardiaque le 15 juin 1962 à Varsovie et a été enterré dans la crypte sous la chapelle Zebrzydowski dans la cathédrale de Wawel.